# Salut, Deleuze !
Salut, Deleuze ! est une série de deux albums de bande dessinée des allemands Martin Tom Dieck (dessin) et Jens Balzer (texte) parue en français chez Fréon. Les planches ont d'abord été publiés dans le journal allemand Frankfurter Allgemeine Zeitung.
Les auteurs font du philosophe français Gilles Deleuze un personnage de fiction qui se confronte à des penseurs du structuralisme. Dans cet univers sombre se côtoient des personnalités diverses de l'époque telles Michel Foucault, Roland Barthes et Jacques Lacan. Ces deux albums en noir et blanc tentent d'explorer la pensée de Deleuze à travers la BD, de revenir sur sa conception du désir à travers un nouveau médium. L'ensemble produit un assemblage hétéroclite (effets d'anachronismes, par exemple, avec le recours avec des personnages mythologiques), personnages aux têtes démesurées.

## Albums
- Salut Deleuze!, Fréon, coll. « Amphigouri », 1997.  (ISBN 2-930204-14-1)
- Les Nouvelles Aventures de l'incroyable Orphée (Le retour de Deleuze), Fréon, coll. « Amphigouri », 2002.  (ISBN 2-930204-37-0)

### Documentation
- Frédéric Bosser, « La philo l'appâte », BoDoï, no 6,‎ mars 1998, p. 36.